# Хабиев, Мухарбек Дзабекович
Мухарбек Дзабегович (Дзабекович) Хабиев (31 июля (13 августа) 1914 года — 14 июня 2002 года) — российский специалист в области создания и эксплуатации корабельных технических средств и систем, лауреат Ленинской премии (1965).

## Биография
Родился 13 августа 1914 года в Дигоре (Северная Осетия). В 1931 году по направлению году Дигорского райкома ВЛКСМ командирован в Москву на рабфак при Московском химико-технологическом институте им. Д. И. Менделеева. После окончания рабфака по мобилизации Московского комитета комсомола направлен в Ленинградское высшее ордена Ленина военно-морское училище имени Дзержинского. В 1940 году окончил училище в звании воентехника.
Участник войны (служил на подводной лодке), инженер-капитан первого ранга, награждён двумя орденами Красного Знамени, орденом Красной Звезды, орденом Отечественной воины I степени, многими медалями.
С 1946 научный сотрудник, старший научный сотрудник, начальник отдела НИИ МВФ (1 ЦНИИ ВК МО). Кандидат технических наук (1968), специалист в области создания новых технических средств и систем, обеспечивающих обитаемость кораблей.
Умер 14 июня 2002 года. Похоронен на Волковском кладбище.

## Награды
- Ленинская премия 1965 года — за создание головной АПЛ проекта 658, вооружённой баллистическими ракетами.

## Семья
Жена — Лидия Александровна, сын Виктор.